# Autretot
Autretot is een dorp en voormalige gemeente in de Franse gemeente Les Hauts-de-Caux in het departement Seine-Maritime in de regio Normandië. De voormalige gemeente telt 621 inwoners (1999). De plaats maakt deel uit van het arrondissement Rouen.

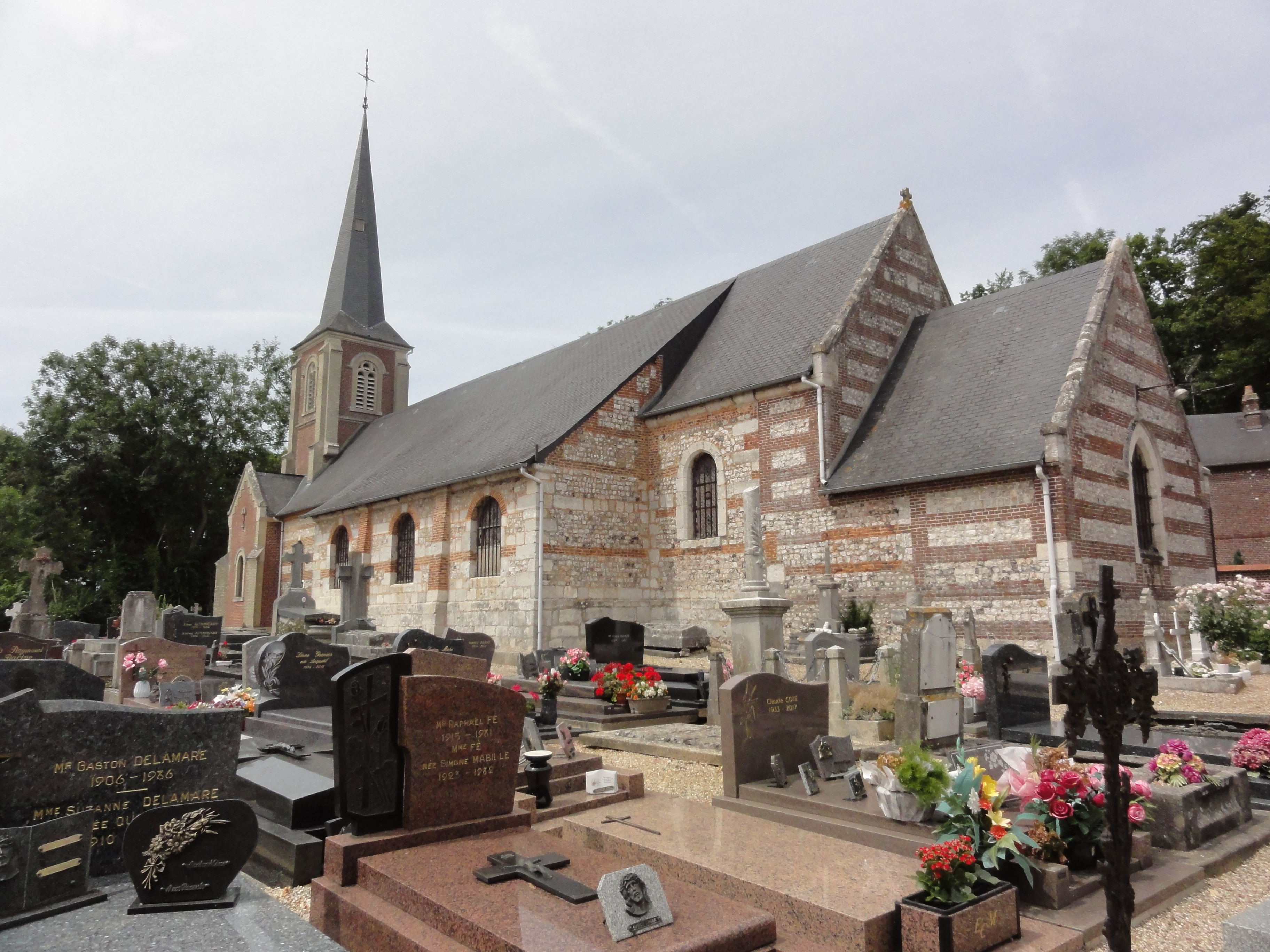
Église Notre-Dame

## Geschiedenis
Oude vermeldingen van de plaats gaan terug tot eind 12de eeuw, onder meer in Ecc. de Sancta Maria de Autretot. De 18de-eeuwse Cassinikaart toont het dorp Autretot.
Op het eind van het ancien régime eind 18de eeuw, toen de gemeenten werden gecreëerd, werd Autretot een gemeente.
Autretot is op 1 januari 2019 gefuseerd met de gemeente Veauville-lès-Baons tot de gemeente Les Hauts-de-Caux, waarvan het de hoofdplaats werd.

## Geografie
De oppervlakte van Autretot bedraagt 3,8 km², de bevolkingsdichtheid is 163,4 inwoners per km².
De onderstaande kaart toont de ligging van Autretot met de belangrijkste infrastructuur en aangrenzende gemeenten.

## Bezienswaardigheden
- De Église Notre-Dame

## Demografie
Onderstaande figuur toont het verloop van het inwonertal.
Deelgemeenten: Autretot · Veauville-lès-Baons

Overige plaatsen: Alvimbuc · Houdetot